# Lenovo Mirage VR S3
O Lenovo Mirage VR S3 é um equipamento de realidade virtual independente (tudo-em-um), que opera com o sistema Android, lançado em 2020 no formato de um óculos tecnológico de cabeça para jogos eletrônicos (dispositivo tecnológico de imersão em ambiente virtual 3D e em 360°) e é também uma plataforma de realidade virtual (VR) desenvolvida pela Lenovo ThinkReality, anunciado em janeiro de 2023.

## Especificações
Os detalhes técnicos do óculos:
- Tipo: Standalone VR (all-in-one);
- Optics: Pancake lenses
- IPD Range: 58-72 mm, hardware ajustável (manual)
- Passthrough: via tracking cameras
- Display: Single LCD binocular
- Resolução: 1920x2160 por-olho
- Atualização: 75 Hz
- Visible FoV: 101° horizontal e 101° vertical
- Tracking: X
- Controle: 1 x Mirage VR S3 Controller 3 DoF, trackpad, face buttons, side buttons
- Portas: USB-C, WiFi 5, Bluetooth 5
- Chipset: Qualcomm Snapdragon 835
- CPU: Octa-core Kryo 280 (4 x 2.45 GHz, 4 x 1.9 GHz)
- GPU: Adreno 540
- Memória: 8 GB DDR4
- Armazenamento: X